# Langues khoï
 (octobre 2024).
La mise en forme du texte ne suit pas les recommandations de Wikipédia : il faut le « wikifier ».
Les points d'amélioration suivants sont les cas les plus fréquents. Le détail des points à revoir est peut-être précisé sur la page de discussion.
- Les titres sont pré-formatés par le logiciel. Ils ne sont ni en capitales, ni en gras.
- Le texte ne doit pas être écrit en capitales (les noms de famille non plus), ni en gras, ni en italique, ni en « petit »…
- Le gras n'est utilisé que pour surligner le titre de l'article dans l'introduction, une seule fois.
- L'italique est rarement utilisé : mots en langue étrangère, titres d'œuvres, noms de bateaux, etc.
- Les citations ne sont pas en italique mais en corps de texte normal. Elles sont entourées par des guillemets français : « et ».
- Les listes à puces sont à éviter, des paragraphes rédigés étant largement préférés. Les tableaux sont à réserver à la présentation de données structurées (résultats, etc.).
- Les appels de note de bas de page (petits chiffres en exposant, introduits par l'outil «  Source ») sont à placer entre la fin de phrase et le point final[comme ça].
- Les liens internes (vers d'autres articles de Wikipédia) sont à choisir avec parcimonie. Créez des liens vers des articles approfondissant le sujet. Les termes génériques sans rapport avec le sujet sont à éviter, ainsi que les répétitions de liens vers un même terme.
- Les liens externes sont à placer uniquement dans une section « Liens externes », à la fin de l'article. Ces liens sont à choisir avec parcimonie suivant les règles définies. Si un lien sert de source à l'article, son insertion dans le texte est à faire par les notes de bas de page.
- La présentation des références doit suivre les conventions bibliographiques. Il est recommandé d'utiliser les modèles {{Ouvrage}}, {{Chapitre}}, {{Article}}, {{Lien web}} et/ou {{Bibliographie}}. Le mode d'édition visuel peut mettre en forme automatiquement les références.
- Insérer une infobox (cadre d'informations à droite) n'est pas obligatoire pour parachever la mise en page.

Pour une aide détaillée, merci de consulter Aide:Wikification.
Si vous pensez que ces points ont été résolus, vous pouvez retirer ce bandeau et améliorer la mise en forme d'un autre article.
Les langues khoï sont la plus grande des familles de langues non bantoues autochtones d'Afrique australe. Elles étaient autrefois considérés comme une branche d'une famille de langues khoïsan et étaient connues sous le nom de Khoisan central dans ce scénario. Bien que khoisan soit désormais rejeté en tant que famille, le nom est conservé par commodité.
La langue khoï la plus nombreuse et la seule connue est khoikhoi (Nama/Damara) de Namibie. Le reste de la famille se trouve principalement dans le désert du Kalahari au Botswana. Les langues sont suffisamment similaires pour qu'un certain degré de communication soit possible entre le khoïkhoï et les langues du Botswana.
Les langues khoi furent les premières langues khoisan connues des colons européens et sont célèbres pour leurs clics, bien que ceux-ci ne soient pas aussi étendus que dans d'autres familles de langues khoïsan. Il existe deux branches principales de la famille, les Khoikhoi de Namibie et d'Afrique du Sud, et les Tshu-Khwe du Botswana et du Zimbabwe. À l’exception du Nama, ils subissent la pression des langues nationales ou régionales comme le Tswana.

## Histoire
Tom Güldemann pense que les agro-éleveurs parlant la proto-langue khoe-kwadi sont entrés dans le Botswana actuel il y a environ 2000 ans en provenance du nord-est (c'est-à-dire de la direction du Sandawe moderne), où ils avaient probablement acquis l'agriculture auprès des Bantous en expansion, à une époque où le Kalahari était plus propice à l'agriculture. Les ancêtres des Kwadi (et peut-être des Damara ) ont continué vers l'ouest, tandis que ceux qui se sont installés dans le Kalahari ont absorbé des locuteurs de langues juu. Ainsi, la famille khoe elle-même a une influence juu. Ces immigrants étaient les ancêtres des peuples du nord-est du Kalahari (branche Tshu-Khwe orientale sur le plan linguistique), tandis que les voisins Juu (ou peut-être les voisins Kxʼa plus généralement) du sud-ouest qui se sont déplacés vers Khoe étaient les ancêtres de la branche Tshu-Khwe occidentale.
L'assèchement ultérieur du Kalahari a conduit à l'adoption d'une économie de chasseurs-cueilleurs et a préservé les peuples du Kalahari de l'absorption par les agriculteurs bantous lorsqu'ils se sont répandus vers le sud.
Les Khoï qui ont continué vers le sud-ouest ont conservé le pastoralisme et sont devenus les Khoïkhoï. Ils se sont largement mélangés avec les locuteurs des langues tuu, absorbant les caractéristiques de leurs langues. Cela a donné lieu à des substrats Tuu et Kx'a dans les langues khoïkhoï. L'expansion du peuple Nama en Namibie et son absorption de peuples clients tels que les Damara et les Haiǁom ont eu lieu au XVIe siècle et plus tard, à peu près à l'époque du contact et de la colonisation européens.

## Classification
Le parent le plus proche de la famille Khoe pourrait être la langue éteinte Kwadi d'Angola. Ce groupe plus large, pour lequel les pronoms et un certain vocabulaire de base ont été reconstitués, est appelé Khoe-Kwadi. Cependant, comme le kwadi est peu attesté, il est difficile de déterminer quels mots courants sont apparentés et lesquels pourraient être des emprunts. Au-delà de cela, le parent le plus proche pourrait être l'isolat sandawe ; le système pronominal Sandawe est très similaire à celui du khoï-kwadi, mais il n'y a pas suffisamment de corrélations connues pour que des correspondances sonores régulières puissent être établies. Cependant, la relation a une certaine valeur prédictive, par exemple si la contrainte de voyelle arrière, qui fonctionne dans les langues Khoe mais pas dans le sandawe, est prise en compte.

Les classifications linguistiques peuvent répertorier une ou deux douzaines de langues khoï. Étant donné que beaucoup d’entre eux sont des groupes de dialectes, leur séparation implique un certain niveau de subjectivité. En comptant chaque groupe de dialectes comme une unité, on obtient neuf langues khoï :
| Khoïkhoï septentrional | \| \| Khoïkhoï \| \| \| \| \| \| Eïni† \| \| \| \| |
|                        | \| \| Khoïkhoï \| \| \| \| \| \| Eïni† \| \| \| \| |
| South Khoïkhoï         | Khoemana (Korana, Griqua)                          |
|                        | Khoemana (Korana, Griqua)                          |
|                        | Khoïkhoï                                           |
|                        |                                                    |
|                        | Eïni†                                              |
|                        |                                                    |

|  | Khoïkhoï |
|  |          |
|  | Eïni†    |
|  |          |

|  | Shua     |
|  |          |
|  | Tsoa     |
|  |          |
|  | ? Tsʼixa |
|  |          |

|  | Kxoe                       |
|  |                            |
|  | Naro                       |
|  |                            |
|  | ? ǂHaba (closest to Naro?) |
|  |                            |
|  | Gǁana-gǀui                 |
|  |                            |

|  | Shua     |
|  |          |
|  | Tsoa     |
|  |          |
|  | ? Tsʼixa |
|  |          |

|  | Kxoe                       |
|  |                            |
|  | Naro                       |
|  |                            |
|  | ? ǂHaba (closest to Naro?) |
|  |                            |
|  | Gǁana-gǀui                 |
|  |                            |

| Khoïkhoï septentrional | \| \| Khoïkhoï \| \| \| \| \| \| Eïni† \| \| \| \| |
|                        | \| \| Khoïkhoï \| \| \| \| \| \| Eïni† \| \| \| \| |
| South Khoïkhoï         | Khoemana (Korana, Griqua)                          |
|                        | Khoemana (Korana, Griqua)                          |
|                        | Khoïkhoï                                           |
|                        |                                                    |
|                        | Eïni†                                              |
|                        |                                                    |

|  | Khoïkhoï |
|  |          |
|  | Eïni†    |
|  |          |

|  | Shua     |
|  |          |
|  | Tsoa     |
|  |          |
|  | ? Tsʼixa |
|  |          |

|  | Kxoe                       |
|  |                            |
|  | Naro                       |
|  |                            |
|  | ? ǂHaba (closest to Naro?) |
|  |                            |
|  | Gǁana-gǀui                 |
|  |                            |

|  | Shua     |
|  |          |
|  | Tsoa     |
|  |          |
|  | ? Tsʼixa |
|  |          |

|  | Kxoe                       |
|  |                            |
|  | Naro                       |
|  |                            |
|  | ? ǂHaba (closest to Naro?) |
|  |                            |
|  | Gǁana-gǀui                 |
|  |                            |

| Khoïkhoï septentrional | \| \| Khoïkhoï \| \| \| \| \| \| Eïni† \| \| \| \| |
|                        | \| \| Khoïkhoï \| \| \| \| \| \| Eïni† \| \| \| \| |
| South Khoïkhoï         | Khoemana (Korana, Griqua)                          |
|                        | Khoemana (Korana, Griqua)                          |
|                        | Khoïkhoï                                           |
|                        |                                                    |
|                        | Eïni†                                              |
|                        |                                                    |

|  | Khoïkhoï |
|  |          |
|  | Eïni†    |
|  |          |

|  | Shua     |
|  |          |
|  | Tsoa     |
|  |          |
|  | ? Tsʼixa |
|  |          |

|  | Kxoe                       |
|  |                            |
|  | Naro                       |
|  |                            |
|  | ? ǂHaba (closest to Naro?) |
|  |                            |
|  | Gǁana-gǀui                 |
|  |                            |

|  | Shua     |
|  |          |
|  | Tsoa     |
|  |          |
|  | ? Tsʼixa |
|  |          |

|  | Kxoe                       |
|  |                            |
|  | Naro                       |
|  |                            |
|  | ? ǂHaba (closest to Naro?) |
|  |                            |
|  | Gǁana-gǀui                 |
|  |                            |

| Khoïkhoï septentrional | \| \| Khoïkhoï \| \| \| \| \| \| Eïni† \| \| \| \| |
|                        | \| \| Khoïkhoï \| \| \| \| \| \| Eïni† \| \| \| \| |
| South Khoïkhoï         | Khoemana (Korana, Griqua)                          |
|                        | Khoemana (Korana, Griqua)                          |
|                        | Khoïkhoï                                           |
|                        |                                                    |
|                        | Eïni†                                              |
|                        |                                                    |

|  | Khoïkhoï |
|  |          |
|  | Eïni†    |
|  |          |

|  | Shua     |
|  |          |
|  | Tsoa     |
|  |          |
|  | ? Tsʼixa |
|  |          |

|  | Kxoe                       |
|  |                            |
|  | Naro                       |
|  |                            |
|  | ? ǂHaba (closest to Naro?) |
|  |                            |
|  | Gǁana-gǀui                 |
|  |                            |

|  | Shua     |
|  |          |
|  | Tsoa     |
|  |          |
|  | ? Tsʼixa |
|  |          |

|  | Kxoe                       |
|  |                            |
|  | Naro                       |
|  |                            |
|  | ? ǂHaba (closest to Naro?) |
|  |                            |
|  | Gǁana-gǀui                 |
|  |                            |

- Nama (ethnonymes khoïkhoï, Nama, Damara) est un groupe dialectal comprenant le ǂaakhoe et le haiǁom
- Xiri est un groupe de dialectes également connu sous le nom de griqua (orthographe afrikaans) ou Cap Hottentot.
- Shua est un groupe de dialectes comprenant le shwa, le deti, le Tsʼixa, l'ǀxaise et le ganádi.
- Tsoa est un groupe de dialectes comprenant le cire cire et le kua
- Kxoe est un groupe de dialectes comprenant ǁAni et Buga
- Naro est un groupe de dialectes
- Gǁana est un groupe de dialectes incluant le Gǀwi . ǂhaba est souvent inclus ici, mais peut être plus proche de Naro.
- Tsʼixa : on ne sait pas encore si tsʼixa est plus proche de shua ou de du khoï.

Des dizaines de noms sont associés aux langues tshu-khwe, en particulier au groupe oriental. Il peut s’agir de noms de lieux, de clans ou de totems, souvent sans aucune donnée linguistique identifiable. Les exemples incluent Masasi, Badza, Didi et Dzhiki. Il n'est pas possible actuellement de dire quelles langues correspondent à quels noms mentionnés dans la littérature anthropologique, bien que la majorité se révèle probablement être shua ou tshua.
Dans la plupart des langues khoï du Kalahari oriental, les clics alvéolaires et palatins ont été perdus ou sont en train de l'être. Par exemple, le dialecte du nord, le kua, a perdu les clics palatins, mais le dialecte du sud les conserve. Dans le tsʼixa, le changement a créé des doublets avec des clics palatins contre des occlusives palatines.

## Lectures complémentaires
- Baucom, Kenneth L. 1974. Proto-Khoisan central. Dans Voeltz, Erhard Friedrich Karl (éd.), Actes de la 3e conférence annuelle sur la linguistique africaine, 7-8 avril 1972, 3-37. Bloomington : Institut de recherche pour les études sur l'Asie intérieure, Université de l'Indiana.